# Elías Samuel Bolaños Avelar
Elías Samuel Bolaños Avelar (ur. 16 lutego 1951 w Cutumay) – rwandyjski duchowny rzymskokatolicki, od 1998 biskup Zacatecoluca.